# AYUSA
AYUSA는 1982년에 발표된 미국 국무부가 주관하는 교환학생 프로그램은 국제 청소년 교류계획(International Youth Exchange Initiative)에 기초를 두고, 세계 각국 청소년들의 문화교류를 목적으로 만들어진 프로그램을 운영하는 비영리재단이다.